# Fort d'Illange
Le fort d’Illange (en allemand Feste Illingen) situé sur la commune du même nom dans le département français de la Moselle, est un groupe fortifié moderne qui a été aménagé entre 1905 et 1910 par les autorités militaires impériales allemandes lors de la période d’annexion des territoires mosellans et alsaciens à l'Empire (1871-1918).

## Contexte historique
Construit au début du XXe siècle, le groupe fortifié faisait partie d’un programme de fortifications plus vaste, appelé Moselstellung et englobant des forteresses positionnées entre Thionville et Metz, dans la vallée de la Moselle. L’objectif des autorités allemandes était de se protéger contre une attaque française visant à reprendre l'Alsace-Lorraine, soit l’Alsace et la Moselle, à l’Empire allemand. À partir de 1899, le plan Schlieffen de l’état-major allemand conçut les fortifications de la Moselstellung, entre Metz et Thionville, comme un verrou destiné à bloquer l’avance éventuelle des troupes françaises en cas de conflit. Ce concept de ligne fortifiée sur la Moselle constituait, par sa modernité, une innovation militaire et technique significative par rapport au système Séré de Rivières développé par les Français. Il inspira plus tard les ingénieurs de la ligne Maginot.

## Construction et aménagements
Comme le fort de Kœnigsmacker, la "Feste" Illingen devait interdire le passage de la Moselle, de part et d’autre de Thionville, et couvrir, depuis la rive droite de la Moselle, le fort de Guentrange qui protégeait la ville de Thionville. Il devait également assurer le barrage vers le sud et la vallée de l'Orne en croisant son tir avec celui de la "Feste Lothringen", positionnée au nord de Metz, à côté de Saulny. Le fort a été aménagé en position haute, au sommet de la colline du Grosser Berg (219 m), offrant un point de vue dégagé à presque 360°, et qui domine la vallée de la rivière Moselle à l'endroit où son cours bifurque vers le nord-est et le village d'Illange au sud. Le fort occupe une surface de 44 hectares sur des terrains qui ont été réquisitionnés majoritairement par la voie de l'expropriation forcée. Les travaux débutent en 1905. L'ouvrage est aménagé comme un fort de type "montagne" sans fossé de contre-escarpe. Il est constitué de 5 positions principales disséminées sur une vaste superficie pour limiter les effets d'une concentration d'artillerie. Ces positions sont reliées entre elles par des galeries souterraines d'une longueur totale de 800 m. Le périmètre est entièrement cerné par un double réseau de fils de fer barbelés et partiellement équipé de structures de défense rapprochée avec des abris pour la troupe en cas de bombardement et des parapets bétonnés. La route d'accès est orientée d'Ouest en Est et rejoint la route principale Metz-Thionville. Elle est flanquée de merlons sur son tracé intérieur et gardée par un blockhaus à son entrée. L'entrée est fermée par des grilles hautes à pointes retournées.

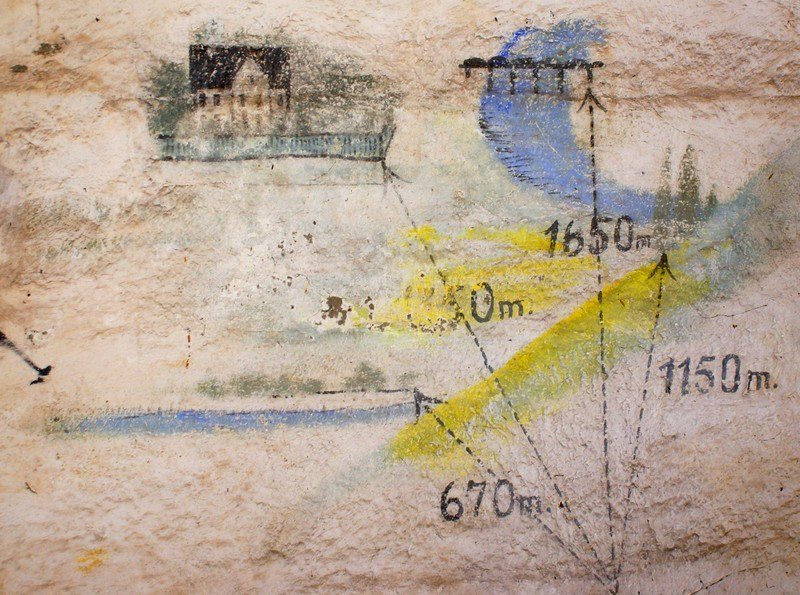
Angles de tir vers le nord figurés sur le mur de la casemate de flanquement du fort d'Illange (avec la pente du terrain, le canal des mines de fer, le pont ferroviaire de Thionville et une maison significative dans le panorama)

L'armement principal du fort consiste en une  batterie cuirassée de 4 affûts cuirassés tournants non-éclipsables pour canons longs à tir tendu de calibre de 10 cm. Cette batterie est également protégée par un réseau de barbelés. Autour de la batterie, les quatre autres éléments principaux sont des casernements abrités partiellement souterrains (Nord, Sud, Est, Ouest) qui donnent la capacité d'affecter au fort  trois compagnies d’infanterie. Pour leur protection, ils sont équipés d'un flanquement de gorge (caponnière) muni d'embrasures pour mitrailleuses. Le front de gorge est barré par une grille haute bardée de pointes acérées, retournées vers le bas. Chacun de ces casernements est relié à une ou deux sorties appelés "abris de piquet" qui permettent un accès protégé et dissimulé aux systèmes de défense périmétrique par l'utilisation de parapets gazonnés. L'ouvrage est également muni de deux observatoires d'artillerie sous cuirasse.
Le casernement Ouest est doté d'une casemate de flanquement orientée vers le nord pour battre la pente de la colline du côté le plus exposé.
D'un point de vue technique, on emploie pour la première fois le béton de manière massive pour les éléments extérieurs exposés et la pierre de taille est reléguée aux infrastructures. L'ouvrage est également équipé d'une centrale de production d'électricité pour l'éclairage et la ventilation, constituée de moteurs diesel. Un réseau téléphonique interne est installé et l'ouvrage est connecté au réseau extérieur. Ces technologies sont ultra-modernes au début du 20e siècle.
Il y a un four à pain et les cuisines collectives sont munies de cuiseurs sous pression et de hottes aspirantes. Le système de sanitaires est équipé de l'eau courante, y compris de l'eau chaude et les toilettes connectées à un système d'eaux usées. Le chauffage est au charbon,soit par poêle, soit, dans les grandes structures par centrale où un tour de service est prévu pour entretenir le foyer.

## Première Guerre mondiale et entre deux guerres
À partir de 1890, la relève dans les forts est assurée par les troupes du XVIe Corps d'Armée stationnées à Metz et à Thionville.
Faisant suite à la déclaration de guerre, à partir d'août 1914, le général Von Lochow qui prend le commandement de la garnison de guerre de la place de Thionville, dont le poste de commandement s'installe à dans la Feste Illingen.
Éloigné de la ligne de front, le fort ne participe pas aux opérations de guerre et ne subit aucun dégât. Des soldats de la garnison sont logés dans les casernements du fort ou dans les abris d'intervalle. En général, un soldat se voit attribuer un emplacement dans un dortoir dans lequel, pour les moments de repos, il utilise les crochets prévus pour suspendre son hamac. Les officiers dorment sur des couchettes dans des chambrées moins nombreuses. Pour les repas, les soldats font la queue pour recevoir leur ration, tandis que les officiers sont servis à table dans un mess dédié. Les emplacements éloignés des cuisines sont desservis par norvégiennes.
En 1919, le fort est de nouveau occupé par l’armée française. Comme les autres installations militaires allemandes de premier plan, il fera l'objet d'une étude approfondie par les autorités et les ingénieurs de l'armée française qui puiseront des idées importantes dans l'élaboration des structures de la future ligne Maginot.

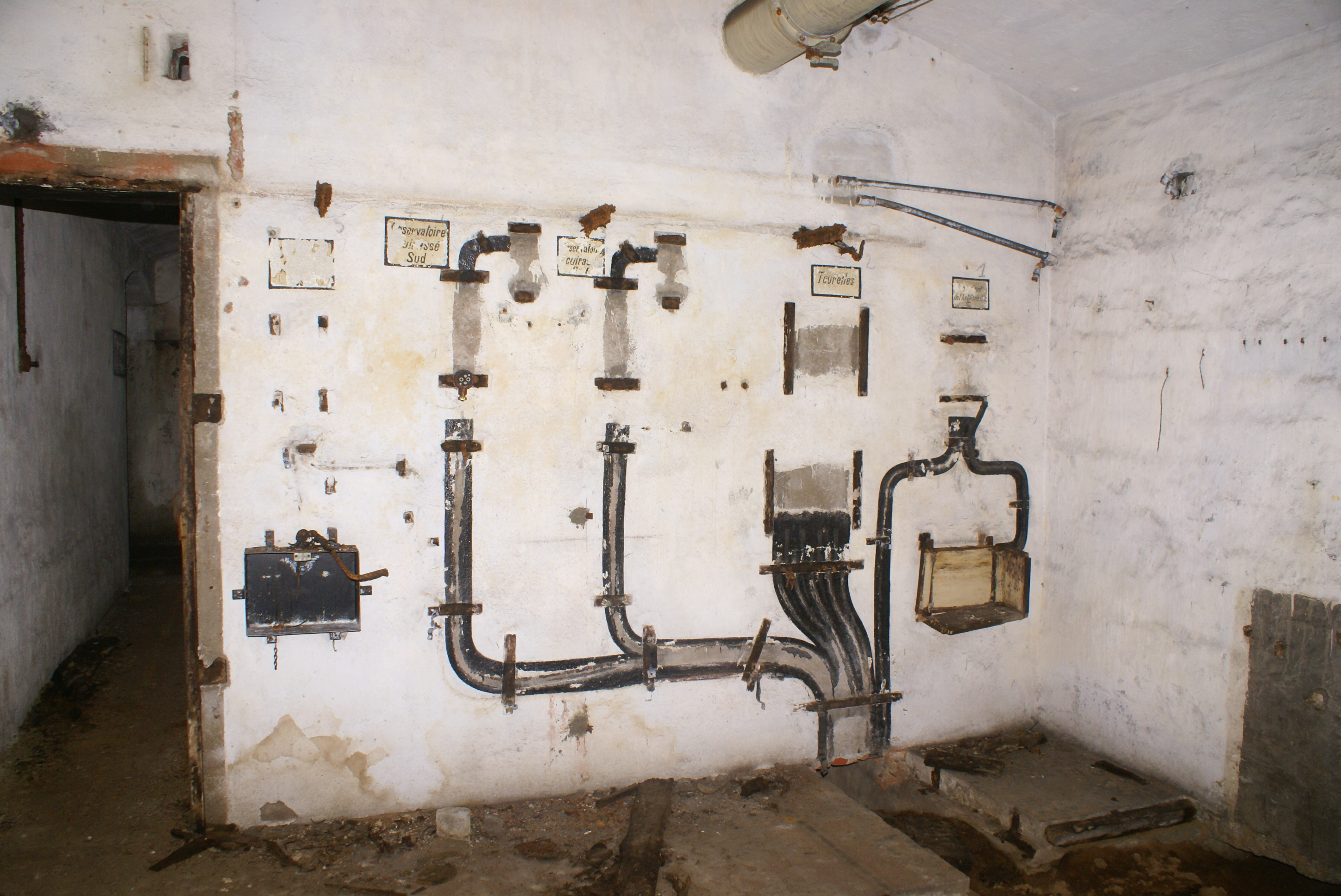
Poste de communication dans le fort d'Illange, avec inscriptions en français

Durant cette période, le fort est maintenu en activité et est progressivement inclus dans le projet de défense fortifié qui s'élabore. L'armement d'artillerie des "Festen"  est initialement réutilisé et amélioré pour compléter le dispositif de la Ligne Maginot et les ouvrages font l'objet d'une réorganisation. Ainsi dans le fort d'Illange, les pièces de 10 cm de la batterie cuirassée sont maintenues en service, dans la perspective d'un remplacement envisagé mais qui n'interviendra pas, faute de temps et de moyens. 

## Seconde Guerre mondiale

### 1940
Dans le cadre de l'activation de la ligne Maginot, le fort d’Illange abrite le poste de commandement du secteur fortifié de Thionville, composé d'une centaine d'hommes. On y trouve le commandement de l'artillerie divisionnaire et le commandement du génie.

### 1944
Entre le 9 novembre 1944 et le 14 novembre 1944, une opération de franchissement de la Moselle est effectuée dans le secteur de Thionville par les Alliés. La division engagée est la 95e division d'infanterie (DI) américaine appartenant au XXe corps de la 3e armée US du général Patton. Un premier franchissement a lieu à Uckange le 9 novembre au matin. Il s'agit en fait d'une diversion visant à masquer l'attaque principale menée par la 90e DI dans le secteur de Cattenom et Kœnigsmacker. Toutefois, en raison d'une crue importante de la Moselle modifiant singulièrement les conditions de la bataille et afin de pouvoir accélérer l'engagement décisif de la 10e division blindée sur la rive droite de la Moselle, il est décidé de créer une tête de pont à Thionville et, dans la foulée, de s'emparer des forts du couronné de Yutz et du fort d'Illange. Cette mission est dévolue au 2e bataillon du 378e régiment d'infanterie de la 95e DI, commandé par le lieutenant-colonel Autrey J. Maroun,. L'opération débute le 11 novembre.
Après la traversée de la Moselle, le couronné de Yutz est pris dès le 13 novembre. L'attaque sur le fort d'Illange est prévue le lendemain. Durant la nuit, la compagnie Golf (G) s'empare d'Haute-Yutz, faiblement défendu.
Au matin, vers 08H30, et après avoir dépassé Haute-Yutz et la compagnie G, les compagnies Easy (E), commandée par le lieutenant James R. PENDERGRAST et Fox (F) commandée par le Capitaine Robert E. ADAIR  se dirigent vers le sud-est en direction de Stuckange puis obliquent rapidement vers le sud-ouest à travers la forêt, dans une zone piégée et sous le feu de l'artillerie et des mortiers du fort d'Illange. A 10H15, sur la droite du dispositif, et couvertes par des unités de mitrailleuses et de mortiers de 60 mm, deux sections de la compagnie F s'empare de l'objectif intermédiaire, la colline boisée du lieu-dit Selvert (Schwerberg).
Il s'ensuit un épisode où les sources divergent. Selon la première, en contrebas du fort, les hommes du 2e bataillon capturent un soldat allemand. Selon une deuxième  version des faits, le soldat s'est spontanément présenté en arborant un drapeau blanc pour informer A. J. Maroun, de la présence dans le fort de la 3e compagnie du 74e VolkGrenadier-Regiment de la 19e VolksGrenadier-Division. Dans cette version, Maroun dépêche le lieutenant James Billings, en tant que S2 du bataillon (officier de renseignement qui parle l'allemand). Une troisième source indique par ailleurs que c'est Billings, de lui-même, qui s'est approché du fort avec le drapeau blanc et qu'il est un officier de la compagnie E .Quoi qu'il en soit, Billings entreprend de négocier une reddition des défenseurs. Malgré une certaine cordialité entre le plénipotentiaire et le commandant de la garnison, les pourparlers n'aboutissent pas. Tout en admettant qu'il est encerclé, le capitaine allemand refuse d’être fait prisonnier sans combattre. Il sollicite toutefois la possibilité d'évacuer sa compagnie pour rejoindre son régiment. L'officier américain refuse cette option. Il va falloir se battre pour le fort.
En début d'après- midi, une concentration d'artillerie est déclenchée contre l'ouvrage pendant 45 minutes par trois unités d'obusiers de 105 mm. Le 2e bataillon se met en ordre de combat. Dans un premier temps, la compagnie E mène l'assaut. Dégageant le bois d'Haute-Yutz pour constituer sa base de départ, la compagnie F envoie ses deux premières sections en deux vagues d'assaut au travers de la zone découverte. Parvenus à la base de la colline du fort, les maroun's marauders s'abritent dans le rideau d'arbres qui ceinture le périmètre de l'ouvrage. A ce stade, l'attaque est réorganisée. La compagnie E, bloquée dans sa progression à gauche par un important réseau de défenses allemandes, passe en flanquement de la compagnie F qui mène l'assaut à droite avec la compagnie G en soutien. Les mortiers de 81 mm sont positionnés à la lisière du bois, tandis que la section de mortiers d'appui de 60 mm et les mitrailleuses sont disposées plus en avant sur des positions défilées au tir adverse.
A 15 h 0, sur cette base de feu solide et après 30 minutes de tirs d'artillerie de rupture dirigés en plein contre le fort combinant l'emploi d'obusiers de 155 et 240 mm et des chars M10 Tank Destroyer, la phase finale de l'assaut est menée d'un côté par la première section, au travers des multiples réseaux de barbelés et des pièges et de l'autre côté, par la deuxième section qui emprunte un fossé de drainage à l'ouest du fort pour y entrer par l'arrière. La garnison a repris ses positions malgré la préparation d'artillerie et se bat avec acharnement. La troisième section de la compagnie F, en retrait pour appui, progresse en formation de tirailleurs et atteint le fort vers 16H14. Une section de mortiers allemande, déployée à l'arrière à l'est de l'ouvrage est délogée par la première section poursuivant l'encerclement de la structure. La compagnie G vient s'appuyer sur la base de la colline pour bloquer une éventuelle contre-attaque. Il est 16 h 30. À la tombée de la nuit, un tiers de l'ouvrage est capturé.

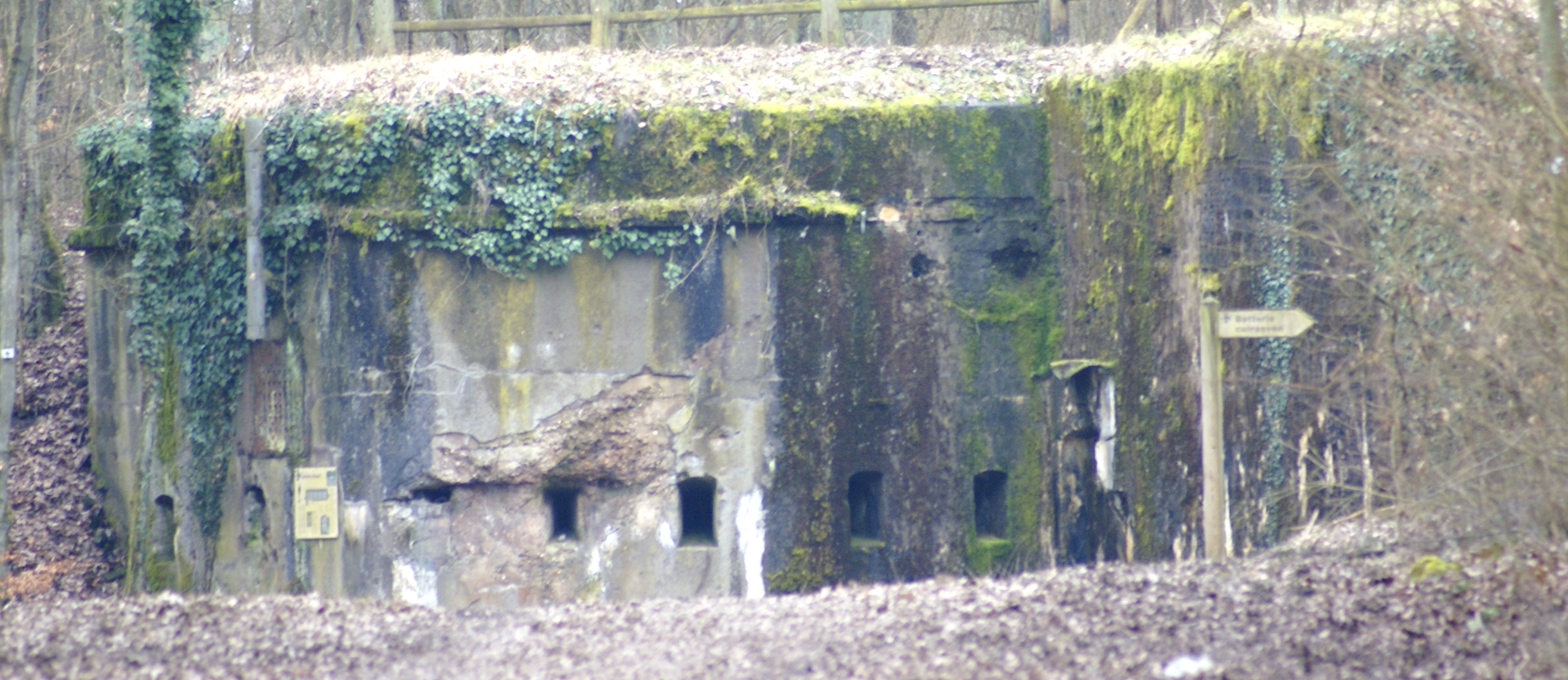
Trace des combats, fort d'Illange, assaut à la grenade sur les embrasures

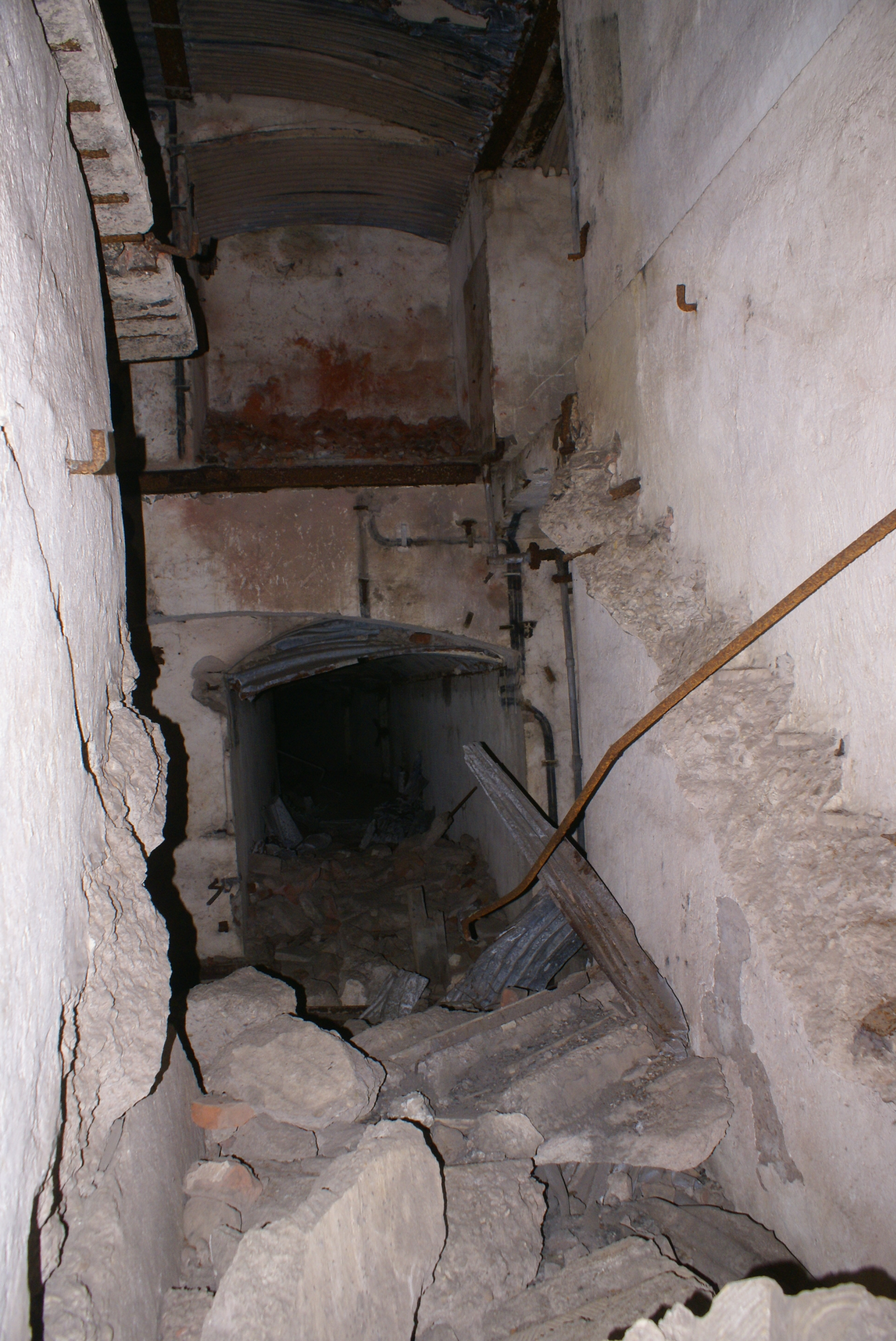
Trace des combats - destructions internes par emploi des charges Satchel

À partir de 02h00 du matin commence la destruction systématique des structures de l'ouvrage par l'emploi de charges SATCHEL (en) (charges de 5 kg de TNT en sac à bandoulière) qui sont déversées dans les gaines d'aérations des casernes. Ces charges puissantes provoquent d'énormes dégâts internes et la suffocation des défenseurs. Pour les casemates, la porte blindée est forcée par l'emploi d'une charge creuse. Les embrasures des postes de tir pour mitrailleuses sont attaquées à la grenade à main. Une seconde charge de type cordeau détonant est ensuite lancée à l'intérieur pour assommer les défenseurs . Cette technique d'assaut a été mis en œuvre trois jours plus tôt pour neutraliser la « Feste » de Koenigsmacker et résulte de l'expérience acquise lors de la bataille meurtrière du fort Driant au sud de Metz en octobre. Au petit matin, la moitié de l'ouvrage est prise et les derniers défenseurs sont presque tous repliés à l'intérieur des casernes, à l'exception de tireurs isolés et de mitrailleuses postés sur le reste des blocs de l'ouvrage. Ils seront bientôt réduit au silence par une concentration d'obus de mortiers de 81 mm tirés depuis la lisière du bois d'Haute-Yutz.
À 10 h 40, le 15 novembre, les derniers survivants se rendent et le fort d'Illange est définitivement mis hors combat. Les pertes allemandes s'élèvent à 74 hommes, blessés ou tués et 67 prisonniers. C'est maintenant au tour du village d'être repris.
Au cours de ces combats, le lieutenant-colonel Maroun fut blessé deux fois et le sergent Robert G Brussard, de la compagnie F, neutralisa quatre défenseurs et fit douze prisonniers. Ils recevront tous les deux la Distinguished Service Cross,, le bataillon recevant quant à lui la Distinguished Unit Citation. 200 hommes du bataillon auront été mis hors combat durant ces journées.
La 95e DI aura quelques jours plus tard l'honneur d'être la première à entrer dans Metz et ses hommes auront mérité leur nouveau surnom « The Ironmen of Metz ».
A l'issue de la guerre, compte tenu de son état de délabrement, le fort a été désarmé et dépouillé dans une large mesure, entraînant la disparition d'une grande partie de son équipement.

## Depuis les années 2000
Dans les années 2000, à la cession du terrain militaire, la forêt a été réaménagée et sécurisée. Les réseaux de barbelés extérieurs ont été retirés, les ouvertures des ouvrages condamnées pour laisser place à un circuit de promenade.
Le fort a été partiellement rénové à l'intérieur par les sapeurs-pompiers d'Illange-Bertrange, notamment dans le casernement Sud. Ce dernier dispose d'éclairages sur une bonne partie de sa surface et cette même surface a été sécurisée via des barrières soudées ou encore diverses plaques de protection au sol. Avec l'aide d'un simple groupe électrogène branché à l'entrée du fort en extérieur, la partie ré-aménagée du site peut donc être correctement éclairée à l'intérieur.
Le site sert désormais aux soldats du feu du secteur pour leur entrainement sous appareil respiratoire (le fort est alors rempli de fumée à l'aide d'un appareil), ou encore lors de manœuvres de sauvetage en excavation ou en milieu particulier.

## Galerie de photos

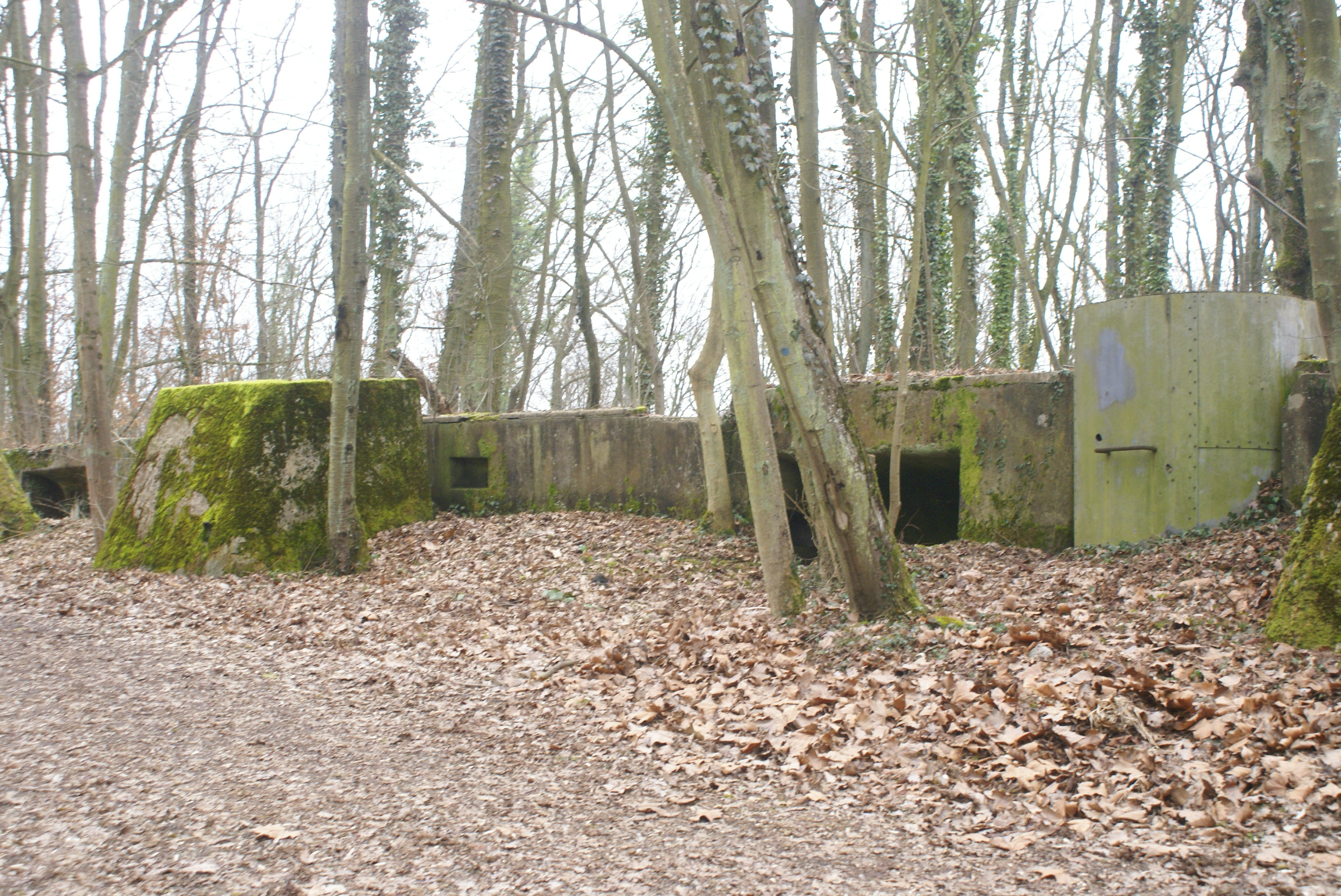
Défenses extérieures avec tranchées bétonnées et abris en cas de bombardement
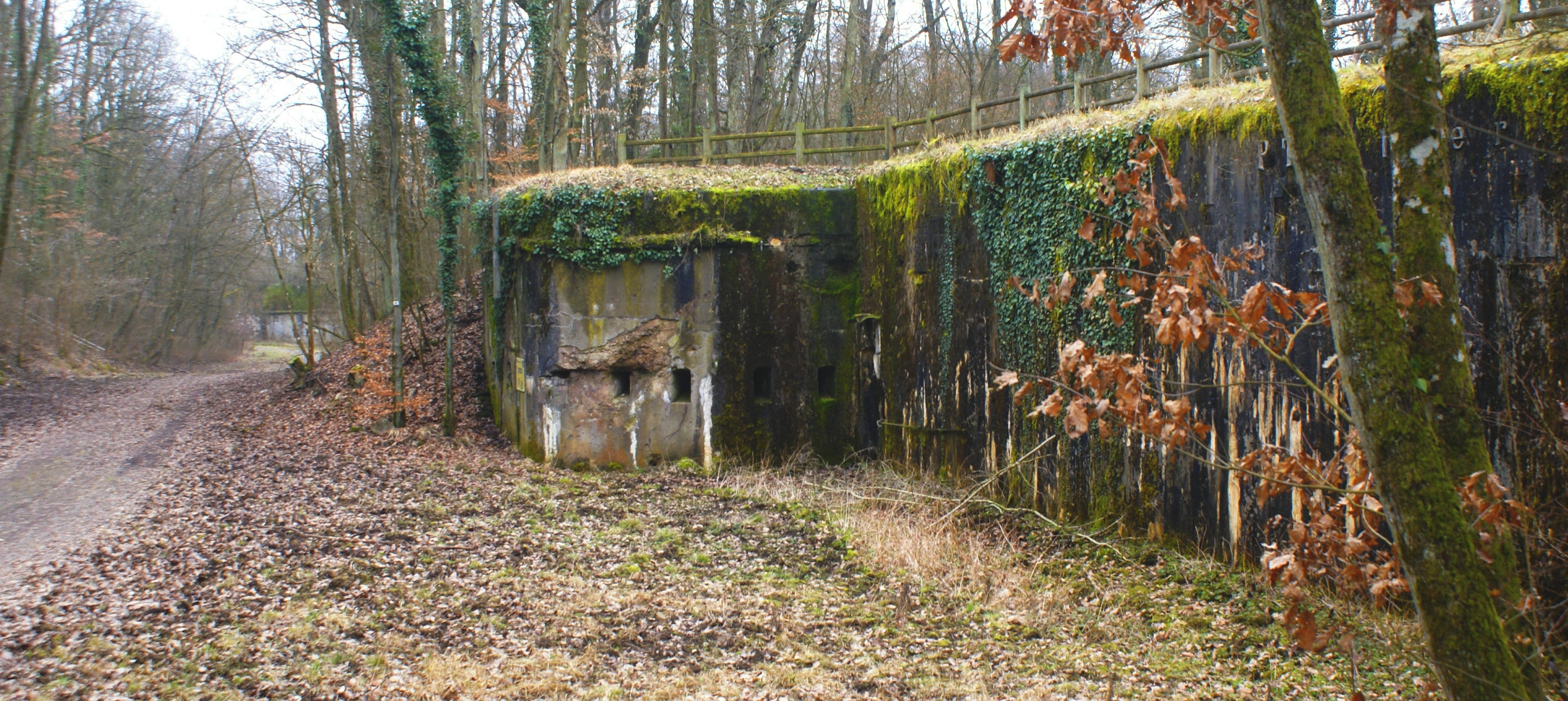
Batterie cuirassée du fort d'Illange
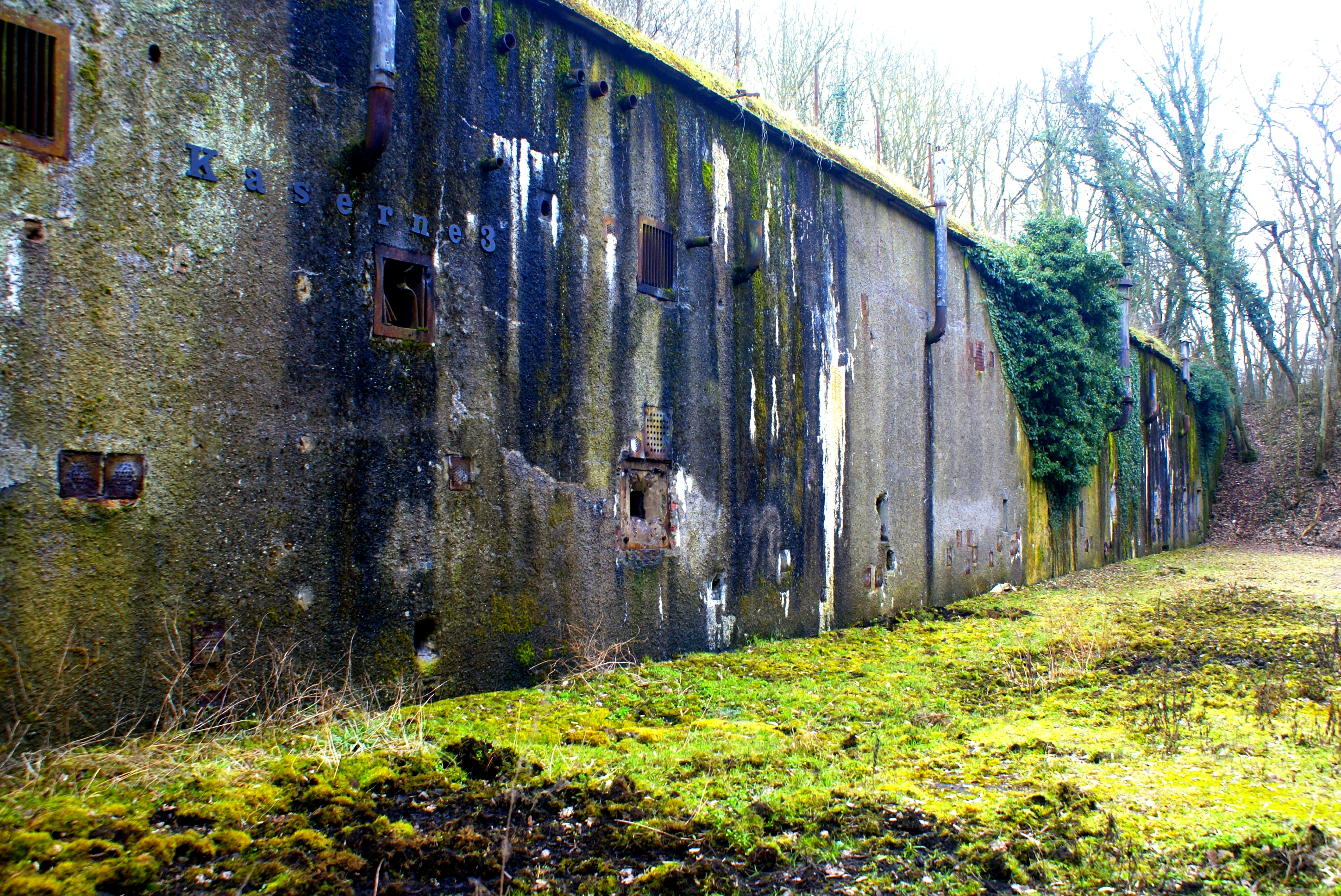
Caserne Sud du Fort d'Illange
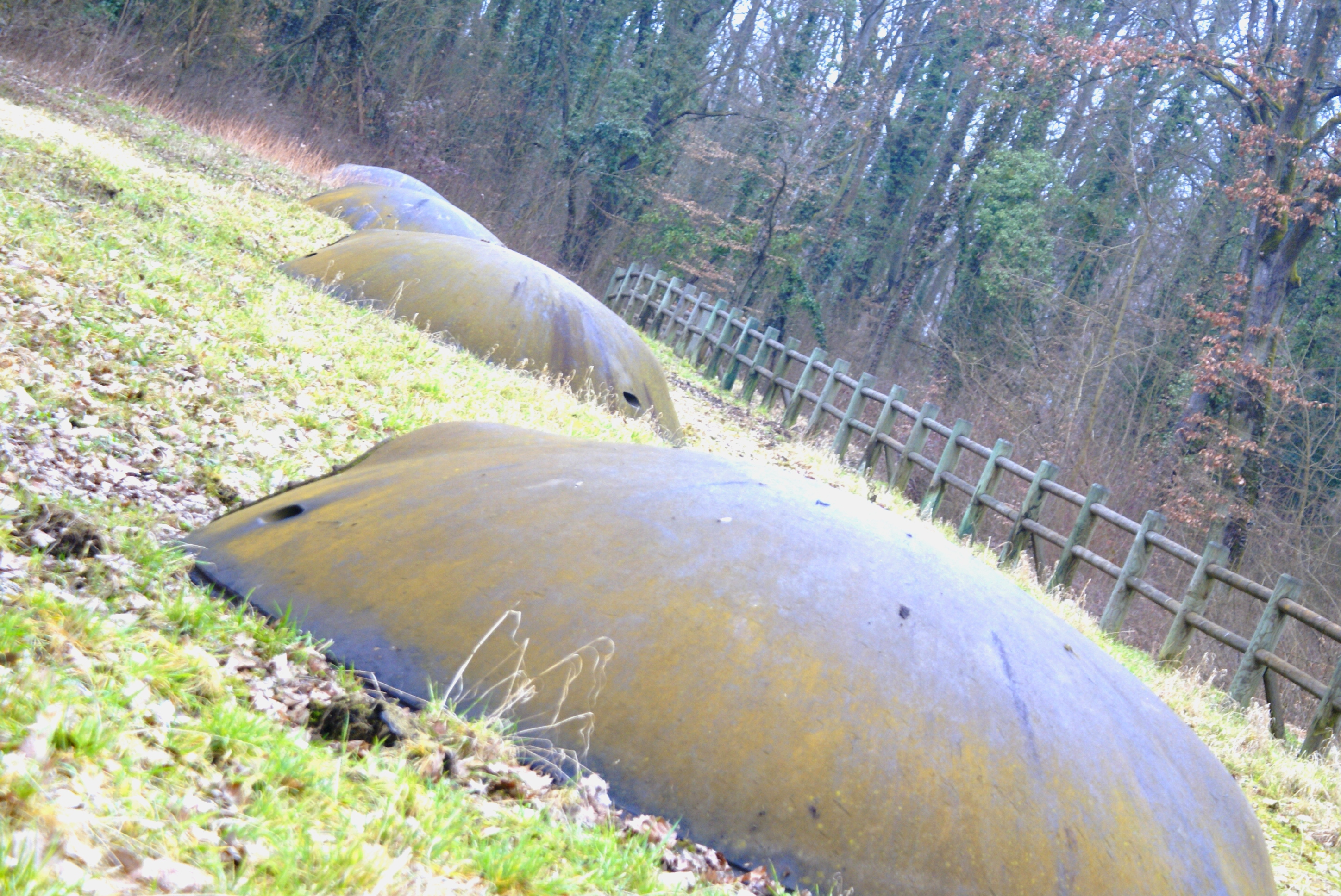
Batterie Cuirassée - tourelles
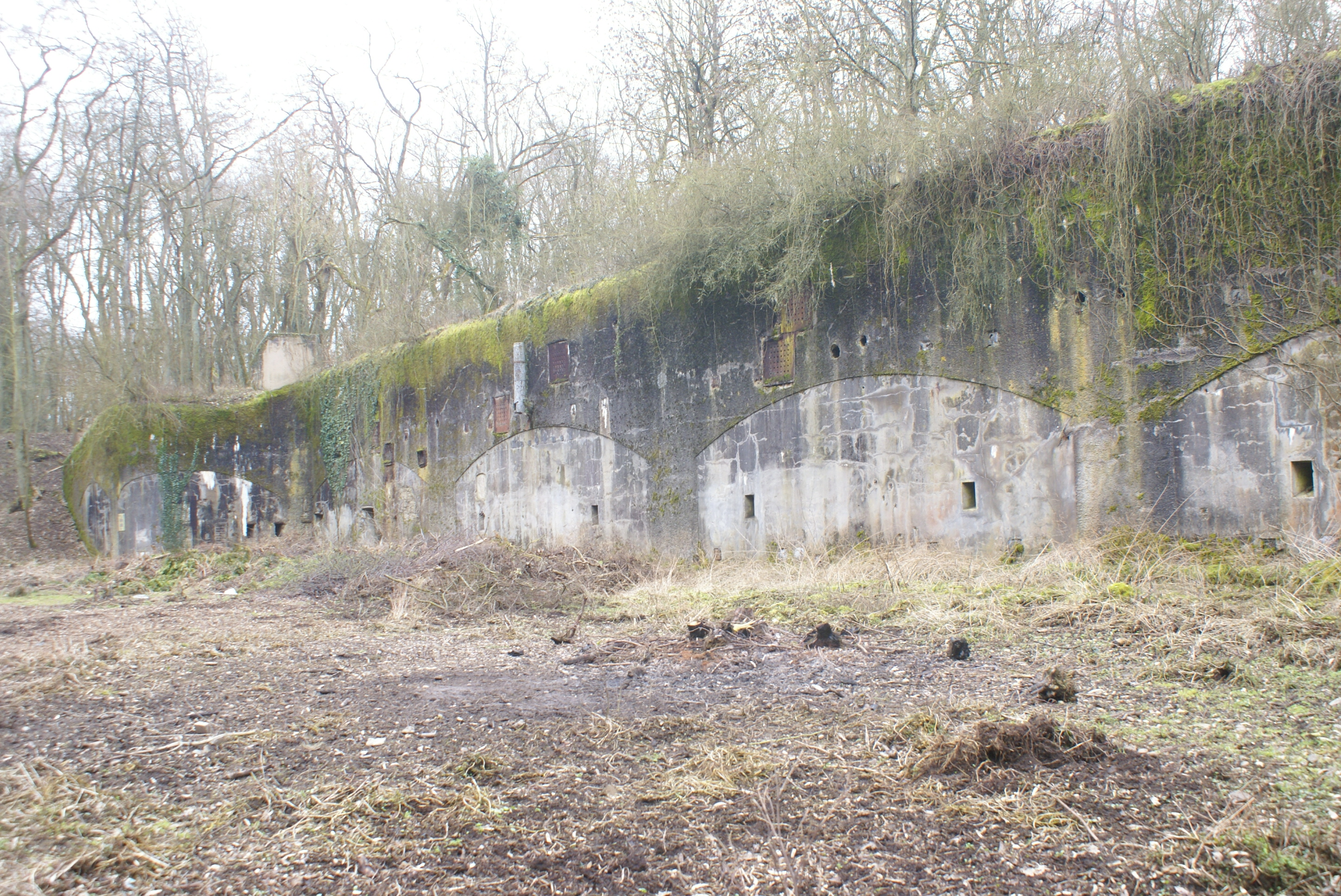
Caserne Nord du Fort d'Illange
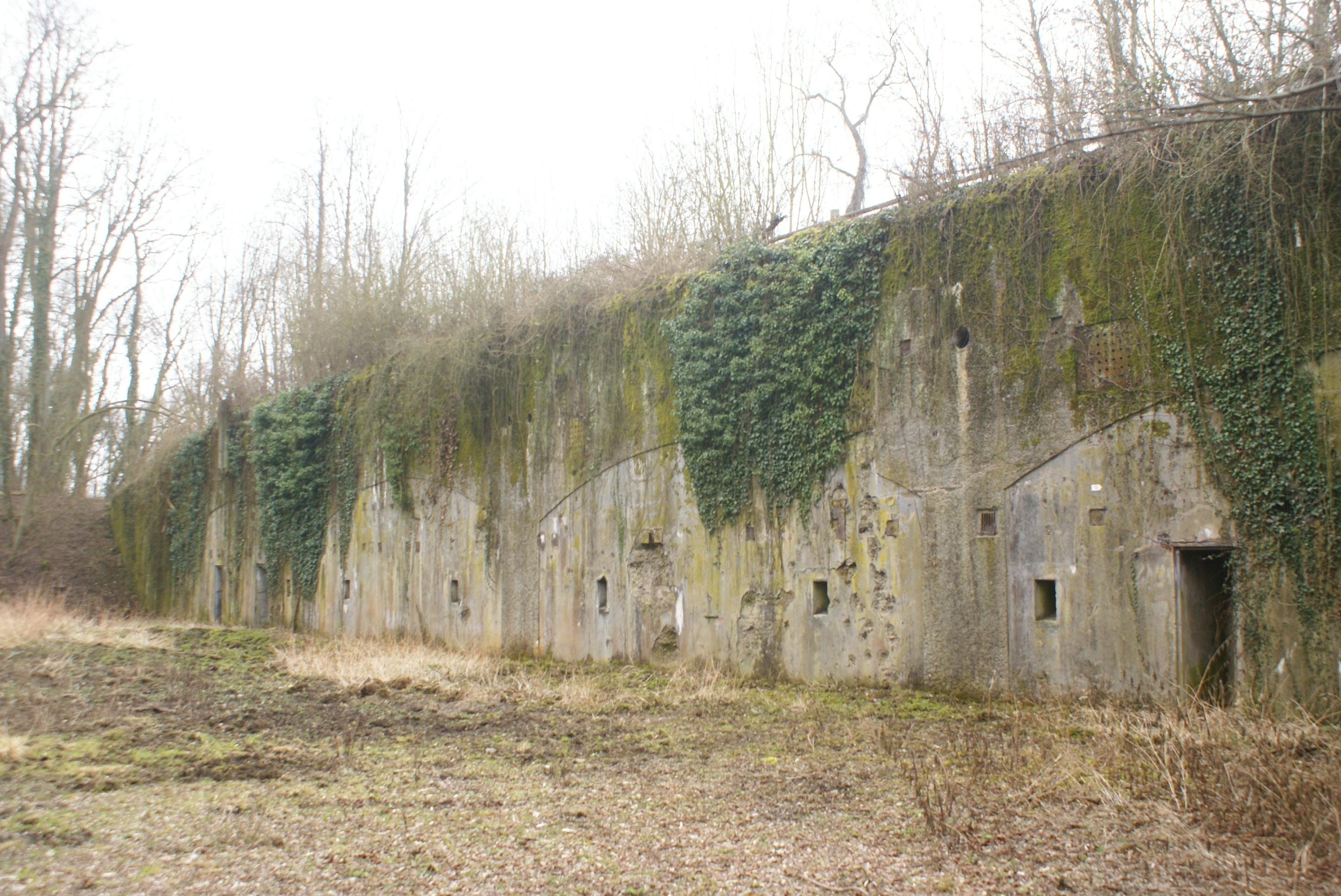
Casernement ouest du fort d'Illange
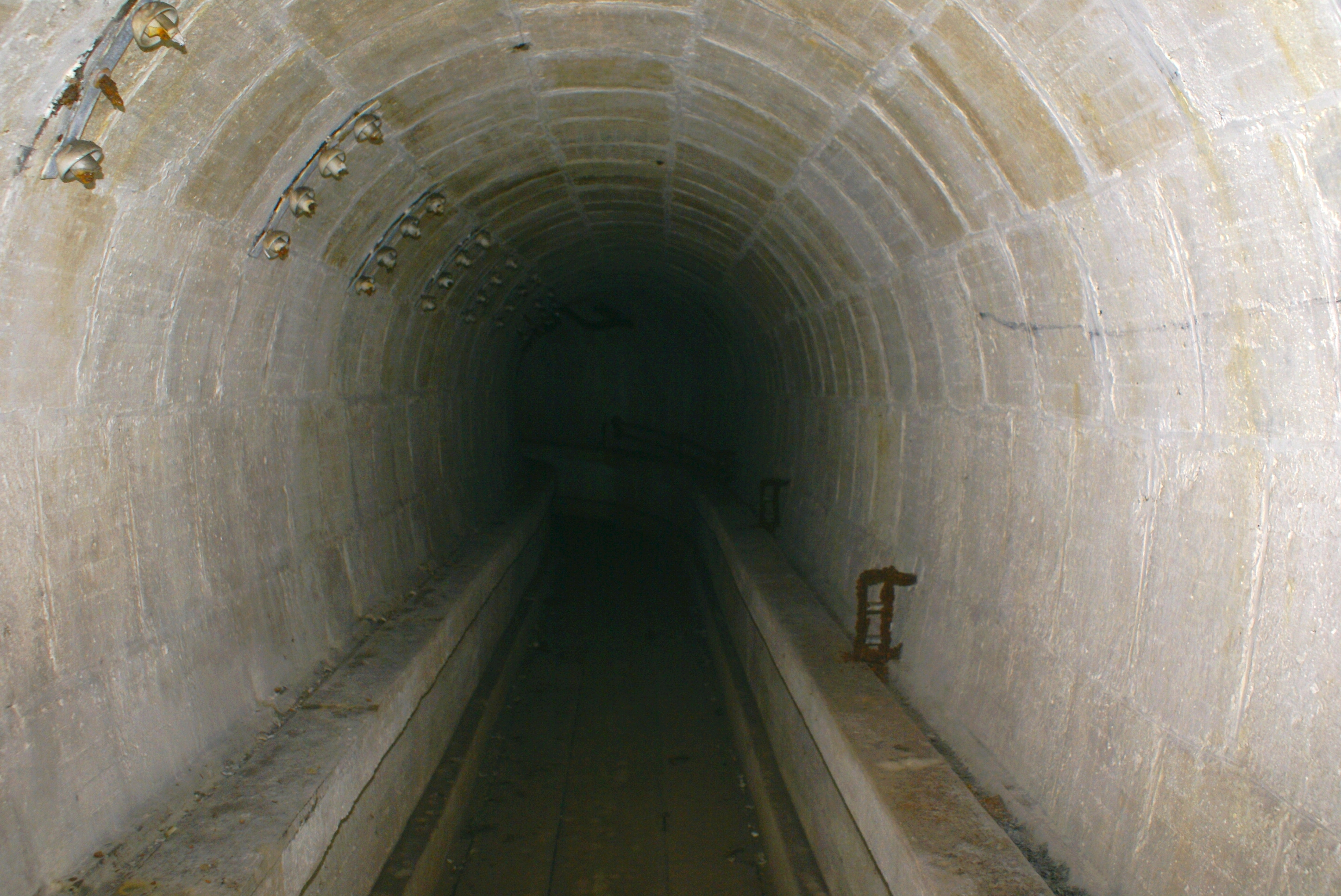
Galerie d'accès à la casemate de flanquement